# Ga Guri
Ga Guri (Tiếng Hàn: 구리역, Hanja: 九里驛) hay Ga Guri (Chợ truyền thống Guri) (Tiếng Hàn: 구리(구리전통시장)역) là ga tàu điện ngầm trên Tuyến Jungang và Tàu điện ngầm Seoul tuyến 8 ở Inchang-dong, Guri-si, Gyeonggi-do.

## Lịch sử
- 16 tháng 12 năm 2005: Hoạt động dưới dạng ga trung chuyển không có bố trí (quầy bán vé Euljong)[1]
- 10 tháng 8 năm 2024: Trở thành ga trung chuyển với việc khai trương Tuyến Byeollae[2]

## Bố trí ga

### Tuyến Gyeongui–Jungang (3F)
| ↑ Yangwon |
| ２ \| １  |
| Donong ↓  |

| 1 | ● Tuyến Gyeongui–Jungang | Địa phương·Tốc hành | → Hướng đi Deokso · Yangpyeong · Yongmun · Jipyeong →  |
| 2 | ● Tuyến Gyeongui–Jungang | Địa phương·Tốc hành | ← Hướng đi Sangbong · Cheongnyangni · Yongsan · Munsan |

| Tuyến và hướng                                                   | Chuyển tuyến nhanh |
| ---------------------------------------------------------------- | ------------------ |
| Tuyến Gyeongui–Jungang (Hướng Munsan) → Tuyến 8 (Hướng Byeollae) | 1-1                |
| Tuyến Gyeongui–Jungang (Hướng Jipyeong) → Tuyến 8 (Hướng Moran)  | 8-4                |

### Tuyến số 8 (B2F)
| Donggureung ↑         |
| \| N/B                |
| ↓ Công viên hồ Jangja |

| Hướng Bắc | ● Tuyến 8 | ← Hướng đi Donggureung · Dasan · Byeollae          |
| Hướng Nam | ● Tuyến 8 | → Hướng đi Jamsil · Chợ Garak · Bokjeong · Moran → |

| Tuyến và hướng                                                   | Chuyển tuyến nhanh |
| ---------------------------------------------------------------- | ------------------ |
| Tuyến 8 (Hướng Byeollae) → Tuyến Gyeongui–Jungang (Hướng Munsan) | 2-2, 5-2           |
| Tuyến 8 (Hướng Moran) → Tuyến Gyeongui–Jungang (Hướng Jipyeong)  | 2-2, 5-2           |

## Xung quanh nhà ga
Nhà ga được kết nối với Lotte Department Store chi nhánh Guri từ Lối ra số 2 bằng cầu vượt. Khi ra khỏi lối ra, có một trạm xe buýt.
| Lối ra \| 나가는 곳 \| Exit \| 出口 | Lối ra \| 나가는 곳 \| Exit \| 出口 |
| ----------------------------------- | --- |
| 1                                   | Quảng trường Guri Công viên Neulpureun Bưu điện Guri Trung tâm Y tế Công cộng Thành phố Guri Thư viện Inchang Trường trung học Inchang Trường trung học cơ sở Inchang Khu phức hợp Inchang 5 Samhwan · Shinil APT Căn hộ phức hợp Inchang 6 |
| 2                                   | Lotte Department Store Chi nhánh Guri Samsung Store Lotte Hi-Mart Hanyang Sujain Ga Hanyang |
| 3                                   | Trung tâm đào tạo trẻ thành phố Guri Trung tâm phúc lợi người cao tuổi thành phố Guri Bưu điện Guri LG Best Shop |
| 4                                   | Trung tâm đào tạo trẻ thành phố Guri Trung tâm phúc lợi người cao tuổi thành phố Guri |
| 5                                   | Daiso ARTBOX CGV Olive Young |
| 6                                   | Chợ truyền thống Guri Remax Shopping Town |
| 7                                   | e Pyeonhansesang Inchang Urbanforest |

## Hình ảnh

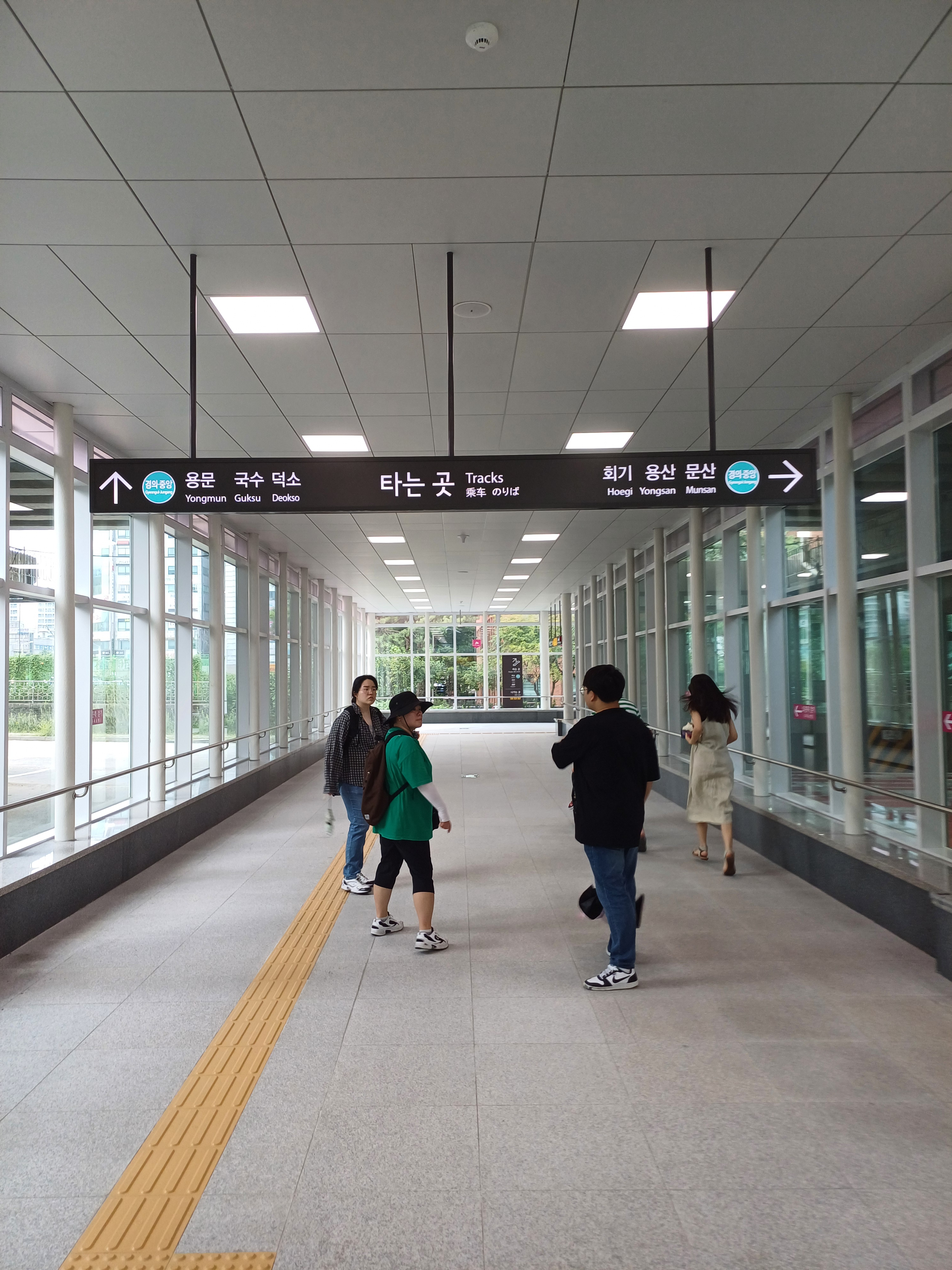
Lối đi chuyển tuyến Ga Guri
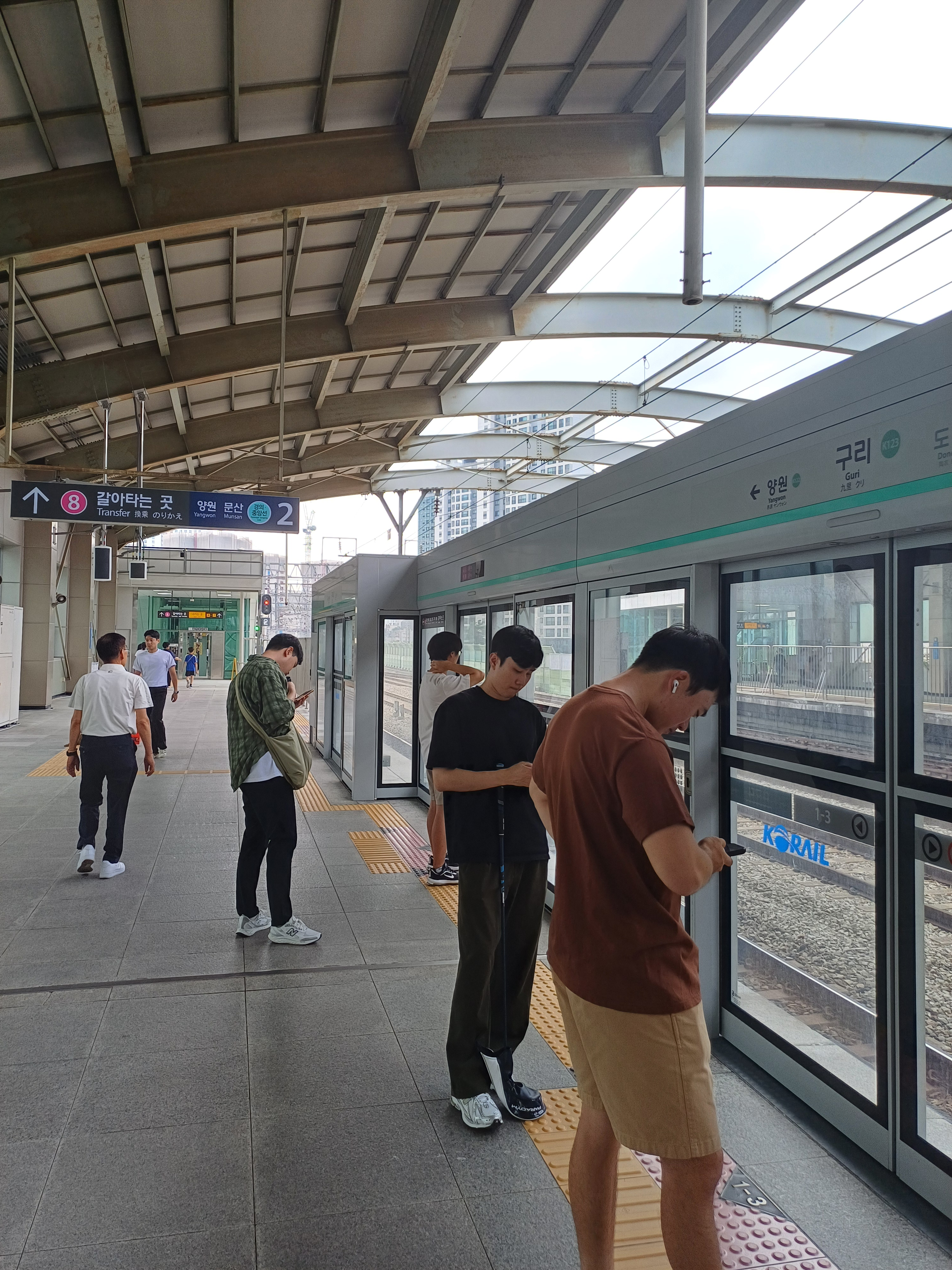
Sân ga Tuyến Gyeongui·Jungang